# Bożena Bąk
Bożena Bąk, po mężu Siemieniec (ur. 28 stycznia 1966 w Głubczycach) – technik rolnik, badmintonistka, olimpijka z Barcelony 1992.

## Kariera
Urodzona 28 stycznia 1966 w Głubczycach, córka Władysława i Bogdany Łobodziec, absolwentka Technikum Rolniczego. Badmintonistka, zawodniczka LKS Technik Głubczyce (od 1978). 11-krotna mistrzyni Polski, 6-krotna wicemistrzyni i 12-krotna brązowa medalistka MP. Była też trzykrotną medalistką Grand Prix Europy (1988-1990) i międzynarodową mistrzynią Polski w grze podwójnej z Bożeną Haracz (1987). Zasłużona Mistrzyni Sportu. Mężatka, ma córkę Kamilę i Adę. Mieszka w Strzelcach Opolskich.

## Osiągnięcia
- 1982
  - 2. miejsce w Mistrzostwach Polski w grze podwójnej
- 1983
  - 2. miejsce w Mistrzostwach Polski w grze podwójnej
  - 3. miejsce w Mistrzostwach Polski w grze pojedynczej
  - 3. miejsce w Mistrzostwach Polski w grze mieszanej
- 1984
  - 1. miejsce w Mistrzostwach Polski w grze podwójnej
  - 2. miejsce w Mistrzostwach Polski w grze pojedynczej
  - 2. miejsce w Mistrzostwach Polski w grze mieszanej
- 1985
  - 2. miejsce w Mistrzostwach Polski w grze pojedynczej
  - 3. miejsce w Mistrzostwach Polski w grze podwójnej
  - 3. miejsce w Mistrzostwach Polski w grze mieszanej
- 1986
  - 1. miejsce w Mistrzostwach Polski w grze pojedynczej
  - 1. miejsce w Mistrzostwach Polski w grze podwójnej
  - 3. miejsce w Mistrzostwach Polski w grze mieszanej
- 1987
  - 1. miejsce w Mistrzostwach Polski w grze podwójnej
  - 2. miejsce w Mistrzostwach Polski w grze pojedynczej
  - 3. miejsce w Mistrzostwach Polski w grze mieszanej
- 1988
  - 1. miejsce w Mistrzostwach Polski w grze pojedynczej
  - 1. miejsce w Mistrzostwach Polski w grze podwójnej
  - 3. miejsce w Mistrzostwach Polski w grze mieszanej
- 1989
  - 1. miejsce w Mistrzostwach Polski w grze pojedynczej
  - 1. miejsce w Mistrzostwach Polski w grze podwójnej
  - 3. miejsce w Mistrzostwach Polski w grze mieszanej
- 1991
  - 1. miejsce w Mistrzostwach Polski w grze podwójnej
  - 3. miejsce w Mistrzostwach Polski w grze mieszanej
- 1992
  - Igrzyska Olimpijskie w Barcelonie
    - 9-16. miejsce w grze podwójnej
    - 17-32. miejsce w grze pojedynczej

  - 1. miejsce w Mistrzostwach Polski w grze podwójnej
  - 3. miejsce w Mistrzostwach Polski w grze pojedynczej
- 1993
  - 1. miejsce w Mistrzostwach Polski w grze podwójnej
- 1995
  - 3. miejsce w Mistrzostwach Polski w grze podwójnej